# Leptomastix epona
Leptomastix epona är en stekelart som först beskrevs av Walker 1844.  Leptomastix epona ingår i släktet Leptomastix och familjen sköldlussteklar. Arten är reproducerande i Sverige. Inga underarter finns listade i Catalogue of Life.